# Abuelita
Abuelita — горячий шоколад в мексиканском стиле, также известный как chocolate para mesa (столовый шоколад), принадлежащий компании Nestlé. Первоначально он был изобретён и коммерциализирован в 1939 году в Мексике компанией Fábrica de Chocolates La Azteca. Это название в переводе с испанского означает «бабушка». С 1973 года образцом бренда является мексиканская актриса Сара Гарсия.

## Описание
Ингредиенты продукта Abuelita (в порядке процентного соотношения): сахар, шоколад, обработанный щёлочью, соевый лецитин, растительные масла (пальмовое, ши-ши и/или иллипе), искусственный ароматизатор корицы, PGPR (эмульгатор). Горячий шоколад Abuelita является основным продуктом питания в Мексике (с 1939 года), и его можно узнать по уникальному вкусу и упаковке.
Один из предлагаемых методов приготовления Abuelita заключается в том, чтобы довести кастрюлю с молоком (не водой) до кипения, затем добавить капсулу Abuelita и непрерывно помешать венчиком или молинильо (деревянная ложка для перемешивания, похожая на венчик, родом из Мезоамерики). Это действие делается до тех пор, пока напиток не достигнет растаявшего и пузырчатого или кремообразного цвета. Напиток подают горячим или охлаждённым для смешивания с алкогольными напитками.
Abuelita часто готовят к особым случаям, таким как День мёртвых (праздник, когда люди вспоминают свою семью и друзей, чьи души ушли в загробную жизнь) и Лас-Посадас (рождественский сезон).